# Wladimir Rudolfowitsch Vogel

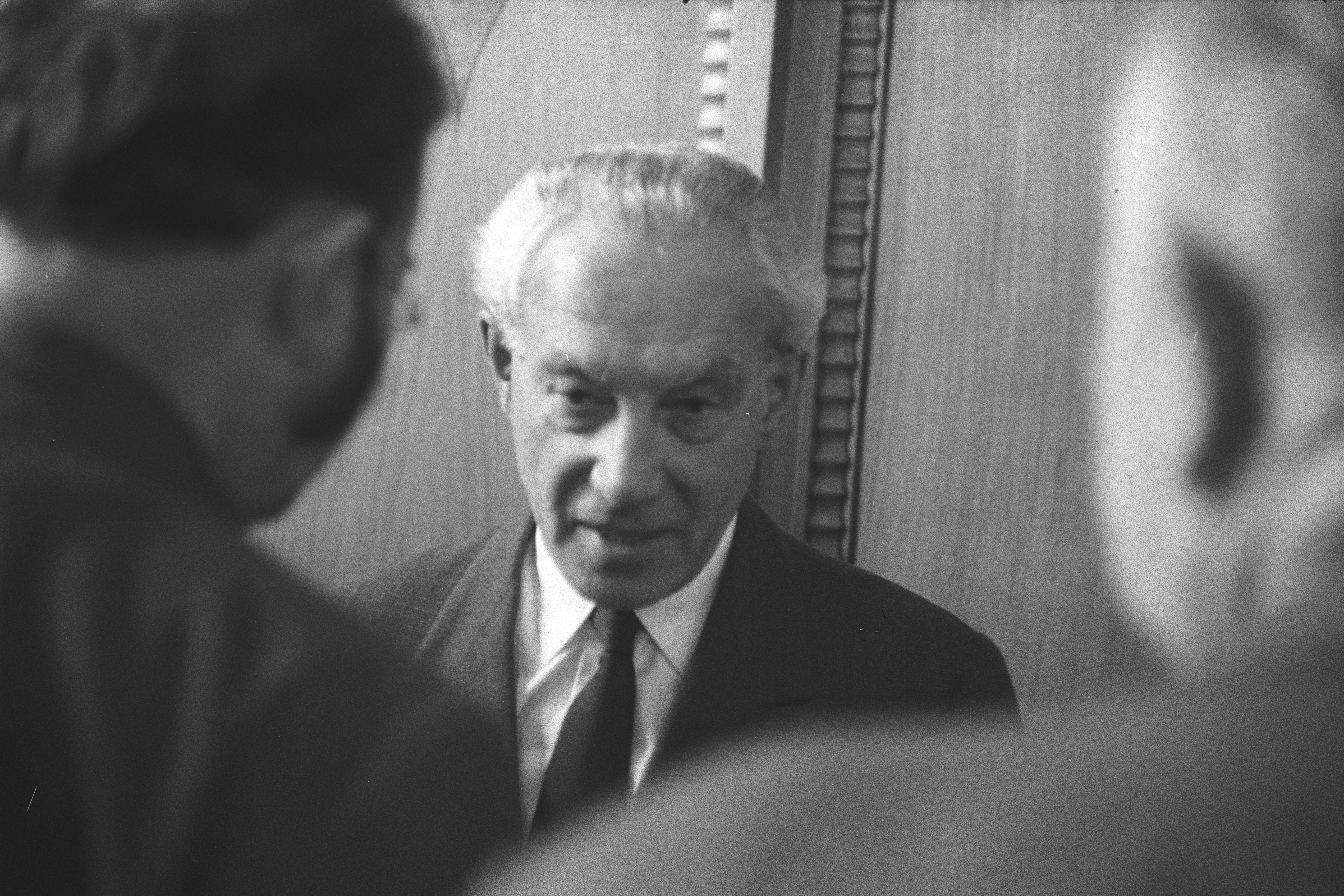
Wladimir Vogel (1957)

Wladimir Rudolfowitsch Vogel (russisch Владимир Рудольфович Фогель, wiss. Transliteration Vladimir Rudol'fovič Fogel'; * 17. Februarjul. / 29. Februar 1896greg. in Moskau; † 19. Juni 1984 in Zürich) war ein Schweizer Komponist deutsch-russischer Herkunft. Sein musikalisches Konzept beruhte auf der damals propagierten Zwölftonmusik. Sein Hauptwerk besteht aus Vokalkompositionen, deren Stimmen auf einer Synthese von Sprache und Gesang beruhen.

## Leben
Wladimir Vogel war der Sohn des deutschen Kaufmanns Rudolf Vogel und dessen russisch-jüdischer Frau Emma Herzberg. Im Ersten Weltkrieg wurde seine Familie aufgrund ihrer Abstammung in Birsk am Ural interniert, aber Wladimir durfte ausreisen. Er ging nach Berlin, wo er zwischen 1918 und 1924 bei Heinz Tiessen und Ferruccio Busoni studierte. Er war als Komponist, Kompositionslehrer am Klindworth-Scharwenka-Konservatorium und Musikkritiker tätig. Er stand dem Expressionistenkreis um Herwarth Walden nahe und war als Mitglied in der Musiksektion der Novembergruppe von Max Butting und Hans Heinz Stuckenschmidt aktiv. Wegen seines Engagements für den deutsch-sowjetischen Kulturaustausch sowie für die Arbeiterbewegung und wegen seiner jüdischen Mutter musste er 1933 Deutschland verlassen. Seine Musik wurde von den Nationalsozialisten als „entartet“ diffamiert.
Später ging er über Straßburg, Brüssel und Paris nach London. Zwischen 1936 und 1939 war er in Zürich und lernte Aline Valangin kennen, die er 1954 heiratete, diese Ehe hielt bis 1965. Vogel und Valangin lebten ab 1939 und in den 1940er Jahren in Ascona, wo er die 1946 gegründeten Settimane Musicali di Ascona unterstützte.
Die Weltmusiktage der International Society for Contemporary Music ISCM prägte er als Komponist nachhaltig: nacheinander wurden an den Festivals von 1927 in Frankfurt a. Main das Streichquartett, 1931 in Oxford/London die 2 Orchesteretüden, 1935 in Prag Variétude, 1936 in Barcelona Devise, 1939 in Warschau/Krakau das Scherzo/Finale aus dem Violinkonzert, 1949 in Palermo/Taormina die 2. Suite von Thyl Claes, 1955 in Baden-Baden Arpiade (Uraufführung) und 1957 in Zürich die Gotthard-Kantate (Uraufführung) aufgeführt. Des Weiteren waltete Vogel bei den ISCM World Music Days 1934 auch als Juror.
Ab 1964 war Vogel wieder in Zürich. In die Schweiz eingebürgert wurde er 1954 mit seiner Heirat. Zuvor war er mit einem Berufsverbot belegt, das ihm eine Lehrtätigkeit unmöglich machte. Auch durfte seine Musik nicht aufgeführt werden. 1948 fand auf Veranlassung Vogels in Orselina ein «Dodekaphonischer Kongress» statt. Unter anderem nahmen Luigi Dallapiccola, Hermann Meier, Gian Francesco Malipiero, Karl Amadeus Hartmann, Rolf Liebermann und Erich Schmid teil. Seine sterblichen Überreste ruhen auf dem Friedhof Witikon (Grab-Nr. 81222).

## Werke
Wladimir Vogel komponierte eine Sinfonie, Stücke für Orchester, Blas- und Streichorchester, ein Violin- und ein Cellokonzert, Werke für Chor, Solisten und Orchester, deren wichtigste, als Dramma-Oratorio bezeichnet, auf einer Synthese von Sprache und Gesang beruhen, und kammermusikalische Werke. Er war ein Vertreter der Zwölftonmusik. Zu seinen Oratorien schrieb 1960 das Ferien-Journal aus Ascona: „Was sie vor anderen Werken der Gattung auszeichnet, ist die musikalische Einsetzung eines sprechenden (also nicht nur eines singenden) Chores. Die Wirkung dieser instrumentalen Verwendung der Sprache, das heisst ihrer eigensten Klänge und Geräusche, ihres speziellen Rhythmus und melodischen Gefälles, ist immer verblüffend. Wladimir Vogel hat damit eine, die Musik bereichernde, interessante Verbindung von Ton und Wort gefunden.“ Vogel sei, so schreibt die Online-Ausgabe der Neuen Zürcher Zeitung, „...wohl der wichtigste Vermittler der Dodekaphonie in der Schweiz [...]“ gewesen.
- Drei Sprechlieder nach August Stramm für Bariton und Klavier, 1922.
- Sinfonischer Vorgang für großes Orchester, 1922–23.
- Wagadus Untergang durch die Eitelkeit, Dramma-Oratorio, 1930, für gemischten Chor, Sprechchor und fünf Saxophone, Erzählungen der Berber nach Leo Frobenius.
- Sinfonia fugata für großes Orchester, 1930–1932.
- Vier Etüden für großes Orchester, 1930–1932.
- Rallye, Piece for Orchestra, 1932.
- Thyl Claes, Teil I und II, Dramma-Oratorio, 1941–42 und 1943–45, für Erzähler, Frauenstimme, Sprechchor und Orchester, nach dem Roman Die Legende und die heldenhaften, fröhlichen und ruhmreichen Abenteuer von Ulenspiegel und Lamme Goedzak von Charles de Coster.
- Jona ging doch nach Ninive, Dramma-Oratorio, 1957–58.
- Meditazione sulla maschera di Modigliani, Dramma-Oratorio, 1960.
- An die akademische Jugend (Notker Balbulus) für gemischten Chor a cappella, 1962.
- Worte (Hans Arp) für 2 Sprecherstimmen und Streicher, 1962.
- Flucht, Dramma-Oratorio, 1963–64.
- Mondträume (H. Arp), Permutationen und Paraphrasen nach Versen aus «Mondsand » von Hans Arp für Sprecherchor a cappella, 1965.
- Gli spaziali, Dramma-Oratorio, 1970–71.
- Abschied für Streichorchester, 1973.
- Meloformen für Streichorchester, 1974.
- Hommage nach einer 6-Tonfolge von Hermann Jöhr für Streicher in beliebiger Besetzung, 1975.
- Komposition für Kammerorchester, 1976, ein Auftragswerk für Paul Sacher.
- In Signum IM für großes Orchester, 1976.
- Verstrebungen für Kammerorchester, 1977.
- Reigen für Kammerorchester, 1981.
- Humoreske, Paraphrasen über 2 Themen von Gottschalk und Tschaikowsky für großes Orchester, 1981.
- Kontraste für großes Orchester, 1983.